# Hypericum subsessile
Hypericum subsessile är en johannesörtsväxtart som beskrevs av N. Robson. Hypericum subsessile ingår i släktet johannesörter, och familjen johannesörtsväxter. Inga underarter finns listade i Catalogue of Life.